# Диасёръя
Диасёръя — посёлок в Усть-Куломском районе Республики Коми, административный центр сельского поселения Диасёръя.

## География
Расположен на правом берегу реки Воль на расстоянии примерно 80 километров к северу от районного центра села Усть-Кулом.

## История
Возник после Великой Отечественной войны. В 1952 — 10 жителей. В 1956 отмечался как посёлок лесозаготовителей. В 1970 здесь жили 852 человека, в 1989—751 человек, из них 70 % коми; в 1992 году — 684 человека.

## Население
| 1989 | 2002 | 2010 |
| ---- | ---- | ---- |
| 751  | ↘508 | ↘426 |

Национальный состав: коми — 78 % в 2002 году.

## Инфраструктура
В посёлке имеются:
- Администрация сельского поселения;
- Детский сад;
- Школа;
- Медпункт;
- Клуб;
- Два магазина;
- Котельная.